# Alvaneu Bad-Brücke
Die Alvaneu Bad-Brücke ist eine gedeckte Holzbrücke im Schweizer Kanton Graubünden. Sie führt über die Albula auf dem Gebiet der Gemeinden Albula/Alvra und Bergün Filisur im Albulatal. Die Fussgängerbrücke verbindet heute den Golfplatz des Wellnessbads Alvaneu mit den Wandergebieten am linken Ufer der Albula. Die Wanderland-Route «33 Via Albula/Bernina» führt über die Brücke.

## Konstruktion
Die doppelte Hängewerkbrücke mit Zwillingspfosten und einfachen Streben wurde 1875 gebaut. Ihr Satteldach ist mit Ziegeln gedeckt.

## Erhaltenswertes Objekt
Das Bauwerk ist ein Kulturgut von regionaler Bedeutung.